# Marios Ilia (ur. 1996)
Marios Ilia (gr. Μάριος Ηλία; ur. 19 maja 1996 w Larnace) – cypryjski piłkarz grający na pozycji pomocnika. Od 2016 roku zawodnik AEL Limassol.

## Życiorys
W latach 2013–2016 był piłkarzem Ethnikosu Achna. 1 lipca 2016 odszedł do AEL Limassol.
W reprezentacji Cypru zadebiutował 20 maja 2018 w przegranym 0:3 towarzyskim meczu z Jordanią.